# East Tilbury
East Tilbury är en by i distriktet Thurrock, i grevskapet Essex, i England. Byn är belägen 5 km 
från Tilbury. Orten har 4 770 invånare (2016). East Tilbury var en civil parish fram till 1936 när blev den en del av Thurrock. Civil parish hade 353 invånare år 1931.